# Acaciani
Gli Acaciani, noti anche come Homoeani, furono una corrente ariana fondata dal vescovo Acacio di Cesarea († 366), oi peri Akakion, di cui adottò le teorie che tentò di ricapitolare nelle parole: homoios, homoios kata panta, k.t.l.. Si formò come partito ecclesiastico poco tempo prima della convocazione dei sinodi congiunti di Ariminum (Rimini) e di Seleucia del 359.

## La disputa teologica
Per capire l'importanza teologica dell'acacianesimo nella logica, come nel progresso storico dell'arianesimo, è necessario ricordare che la definizione dell'homoousion promulgata dal primo Concilio di Nicea nel 325, lungi dal porre fine ad ulteriori discussioni, si trasformò piuttosto in una occasione di dibattito più acuto e di maggiore confusione nella formulazione della teorie sul rapporto tra Padre e Figlio, finché quel rapporto non finì per costituire un distinto principio di credenza ortodossa.
Gli eventi avevano iniziato a degenerare verso una crisi subito dopo l'avvento al potere di Costanzo II, dopo la morte di suo fratello Costante I nell'anno 350. Il nuovo Augusto era un uomo dal carattere vacillante, predisposto per l'adulazione e interessato al dibattito teologico. Costanzo si avvicinò alla posizione di Eusebio di Nicomedia, che era stato il punto di riferimento di suo padre Costantino I negli ultimi anni della sua vita. In questo periodo la Chiesa era divisa in tre partiti: il partito Niceno o ortodosso, che simpatizzava con Atanasio di Alessandria ed i suoi sostenitori; il partito di corte o degli Eusebiani con i loro seguaci semiariani; il partito degli Eunomiani, fondato da Aezio di Celesiria. Nell'estate del 357, Ursacio di Singiduno e Valente di Mursa, fautori di quest'ultimo partito, grazie all'influenza che avevano sull'imperatore tramite la seconda moglie, Eusebia, riuscirono a riunire un sinodo di vescovi a Sirmio.

## Manifesto di Sirmio
Nel credo latino elaborato da questo sinodo fu inserito un concetto propugnato da Potamio di Lisbona e da Osio di Cordova che, sotto il nome di «Manifesto di Sirmio», riunì l'intera Chiesa d'occidente e gettò nello scompiglio quella orientale. In questa affermazione i prelati riuniti tentarono di trovare una mediazione tra le diverse posizioni: dichiarando la loro confessione in «Un Dio, Padre Eccelso e in Suo Figlio unigenito, Nostro Signore Gesù Cristo, generato prima dei secoli» raccomandavano l'abbandono dei termini ousia (essenza o sostanza), homoousion (della stessa essenza, o sostanza), ed homoiousion (simile in essenza, o sostanza) «dai quali le menti di molti sono disturbate»; e sostennero che «non dovrebbe esserne fatta assolutamente menzione, né alcuna loro esposizione nella Chiesa, per questa ragione e in considerazione che non c'è niente di scritto su di essi nelle Sacre scritture e che tali termini sono al di sopra della conoscenza degli uomini e al di sopra della comprensione degli uomini».
Malgrado le intenzioni di raggiungere una posizione mediata, e nonostante la rinuncia ai termini oggetto di contrasto, quasi tutte le fazioni percepirono istintivamente che il Manifesto altro non fosse che un sottile documento Eunomiano.

## Ascesa e declino di Acacio
In questa situazione fluida, i vescovi iniziarono a distribuirsi in nuovi schieramenti. A Oriente gli Eunomiani si rivolsero quasi naturalmente ad Acacio di Cesarea, la cui influenza a corte stava crescendo sempre più; a Occidente, vescovi come Ursacio e Valente cominciarono a sostenere una politica simile. Dappertutto si percepiva che i tempi ancora una volta erano maturi per un'azione concertata da parte della Chiesa. Questo era esattamente quello che il partito favorito dall'imperatore Costanzo era ansioso di provocare; ma non nel modo che si aspettavano i niceni ed i moderati. Un singolo concilio potrebbe non essere facilmente controllato; ma due sinodi separati, uno ad oriente e l'altro a occidente, sarebbero stati gestiti meglio.
Dopo un certo numero di incontri preliminari, che furono accompagnati da una inevitabile campagna portata avanti con opuscoli polemici alla quale prese parte anche Ilario di Poitiers, i vescovi occidentali si incontrarono nel concilio di Rimini verso la fine di maggio, e quelli orientali a nel concilio di Seleucia nel mese di settembre 359. La matrice teologica di ambedue i sinodi era identica, almeno nel fatto che il partito del compromesso, rappresentato a Seleucia da Acacio e a Rimini da Ursacio e Valente, era politicamente, sebbene non numericamente, nella possibilità di esercitare un'influenza sottile che dipese pressoché totalmente dall'abilità dei loro capi e dal loro prestigio all'interno della curia. In ambedue i concili prevalse la formula Homoean associata ad Acacio. L'Homoousion che era stato sostenuto per mezzo secolo dai padri niceni fu abbandonato ed il Figlio fu dichiarato essere soltanto simile a, non più della stessa sostanza del Padre.
Acacio ed i suoi seguaci ispirarono il partiro eusebiano (semiariani) a scacciare Aezio ed i suoi Eunomiani. Si trovarono, così, in una posizione di preminenza: erano diventati gli esponenti della "Via Media". Si allontanarono dalle posizioni nicene per il rifiuto del termine homoousios; dai semiariani per la loro resa all'homoiousios; e dagli Aeziani per la loro insistenza sul termine homoios. Furono influenti come fazione distinta finché il loro portavoce e Acacio godette del favore di Costanzo.
Durante il governo dell'imperatore Giuliano, Aezio, che era stato esiliato dopo il concilio di Seleucia, riguadagnò la sua influenza. Gli Acaciani colsero l'occasione per fare causa comune con le sue idee, ma l'alleanza era solamente politica; lo attaccarono ancora una volta al Sinodo di Antiochia tenuto sotto Gioviano nel 363. Nel 365 il sinodo semiariano di Lampsaco condannò Acacio, che fu deposto. Con questo evento terminò la storia della fazione alla quale aveva dato il suo nome.